# Cesarea (Israele)
Cesarea (in ebraico: קֵיסָרְיָה, Kesariya; in arabo قيسارية‎?, Qaysāriyya) è una città dello Stato di Israele, nel territorio amministrato dal Consiglio Regionale Hof HaCarmel.
È localizzata a metà strada tra Tel Aviv e Haifa, circa 45 km, nella pianura costiera di Israele, vicino alla città di Hadera.
La città conta circa 4 500 abitanti. È l'unica località israeliana gestita da una organizzazione privata, la Corporazione dello Sviluppo di Cesarea.
La città fu costruita da Erode il Grande dal 25 al 13 a.C. come porto di Cesarea marittima. Fu un centro amministrativo della Provincia di Giudea dell'Impero romano, e più tardi capitale della provincia bizantina Palaestina Prima durante il periodo classico.
A seguito della conquista musulmana nel VII secolo, la città divenne parte della provincia di Palestina (Filasṭīn) fino all'arrivo dei Crociati, ma poi fu di fatto abbandonata sotto il dominio dei Mamelucchi.
Fu popolata nel 1884 da immigrati musulmani bosniaci che si stabilirono in un piccolo villaggio di pescatori. Nel 1940 il kibbutz di Sdot Yam fu costituito vicino al villaggio. Nel febbraio del 1948, durante la prima guerra arabo-israeliana, il villaggio fu conquistato da un commando del Palmach agli ordini di Yitzhak Rabin, dopo che la popolazione ne fu espulsa a seguito di un violento attacco della Banda Stern.
Nel 1952 fu eretta una cittadina ebraica nei pressi delle rovine della città antica, che diventò il parco nazionale di Cesarea marittima.
Nei pressi, nel kibbutz Sdot Yam, ha sede una grossa società quotata in borsa che si occupa di produzione e vendita di superfici in quarzo, la Caesarstone Sdot-Yam.
Tra i suoi residenti si ricordano Ezer Weizman e Benjamin Netanyahu.